# Pro Bowl 2015
Der Pro Bowl 2015 war das All-Star Game der National Football League (NFL) in der Saison 2014. Er wurde am 25. Januar 2015, eine Woche vor dem Super Bowl XLIX, im University of Phoenix Stadium in Glendale, Arizona ausgetragen.

## Regeländerungen
- Auch im ersten und im dritten Quarter gibt es eine Two-Minute Warning. Der Ballbesitz wechselt nach jedem Quarter.[2]
- Keine Kickoffs. Der Angriff startet zu Beginn des Quarters sowie nach Punkten an der jeweiligen 25-Yard-Markierung.[2]
- Innerhalb der letzten zwei Minuten jedes Quarters stoppt die Zeit, wenn weniger als ein Yard Raumgewinn erzielt wurde.[2]
- Bei einem Sack hält die Zeit nicht an, außer innerhalb der letzten beiden Minuten.[2]

## Roster

### Pro Bowler ohne Teilnahme
Notes:
(C) Zum Captain gewählt
a Nachrücker
b verletzt
c Teilnehmer am Super Bowl

## Schiedsrichter
Hauptschiedsrichter des Spiels war John Parry. Er wurde unterstützt vom Umpire Bruce Stritesky, Head Linesman Tom Stabile, Line Judge John Hussey, Field Judge Jimmy Buchanan, Back Judge Greg Yette und dem Side Judge Laird Hayes. Replay Official war Dale Hamer.